# 김효경
김효경(金孝璟, 2011년 8월 26일 ~ )은 대한민국의 배우, 모델이다.

## 출연

### 방송

#### 드라마
- 2016년 KBS 1TV 《빛나라 은수》 - 아이 역
- 2017년 MBC 《밥상 차리는 남자》 - 놀이터 아이 역
- 2018년 OCN 《보이스 2》
- 2018년 KBS 스토리 《시간이 멈추는 그때》 - 수정 역
- 2019년 KBS 2TV 《왜그래 풍상씨》 - 진세미 역
- 2019년 MBC 《내사랑 치유기》
- 2019년 MBC 《아이템》
- 2019년 JTBC 《으라차차 와이키키 2》
- 2019년 SBS 《수상한 장모》
- 2019년 SBS 《의사요한》
- 2019년 MBC 《웰컴2라이프》 - 송채이 역
- 2020년 KBS 1TV 《기막힌 유산》 - 부혜교 역
- 2021년 TvN 《마우스》 - 변민지 역
- 2022년 KBS 2TV 《현재는 아름다워》 - 최하늘 역
- 2022년 MBC 《일당백집사》

#### 교양
- 2017년 SBS 《좋은 아침》 - 출연자

#### 어린이
- 2016년 EBS 1TV 《방귀대장 뿡뿡이》 - 출연자

### 영화
- 2019년 《사자》 - 부마자 목소리 5 역

### 뮤직비디오
- 2016년 별 - 〈마법 같은 일〉

### 광고
- 2015년 삼성카드 홀가분 - 나이트마켓 편 (With 유해진, 이나영)
- 2016년 삼성생명보험 CI / 건강보험 - 워킹맘 편 (With 조정석)
- 2016년 다이슨 공기청정기
- 2016년 GS리테일 GS25 CAFE25
- 2016년 한솔교육 한글 나눔 프로젝트
- 2017년 알파바이오 동의현감

## 수상 및 후보
| 연도 | 시상식       | 부문               | 작품                | 결과 |
| ---- | ------------ | ------------------ | ------------------- | ---- |
| 2022 | KBS 연기대상 | 여자 청소년 연기상 | 《현재는 아름다워》 | 후보 |